# Xikhani
Xikhani - Шиханы (rus) és una ciutat de l'óblast de Saràtov, a Rússia.

## Geografia
Xikhani es troba a la riba dreta del Volga, a 15 km al nord-oest de Volsk, a 105 km al nord-est de Saràtov i a 747 km al sud-est de Moscou.

## Història
Xikhani fou fundada el 1928 i obtingué l'estatus de possiólok (poble) el 1938. Aconseguí l'estatus de ciutat el 1996. Esdevingué una ciutat tancada el 1997.